# Xiphydriophagus meyerinckii
Xiphydriophagus meyerinckii är en stekelart som först beskrevs av Julius Theodor Christian Ratzeburg 1848.  Xiphydriophagus meyerinckii ingår i släktet Xiphydriophagus och familjen puppglanssteklar. Arten är reproducerande i Sverige. Inga underarter finns listade i Catalogue of Life.